# Ludwig Flamm
Ludwig Flamm (Vienna, 20 gennaio 1885 – Vienna, 4 dicembre 1964) è stato un fisico austriaco.

## Biografia
Nato a Vienna da una famiglia di orologiai, studiò fisica all'università di Vienna. Nel 1916 fu insignito della pro venia legendi alla Politecnico di Vienna e nel 1919 ottenne la cattedra. Dal 1922 al 1956 fu professore ordinario e membro del consiglio di fisica; mentre dal 1929 al 1931 ricoprì la carica di decano e nel biennio 1930-1931 quella rettore.

### Lavori
Flamm lavorò in diversi settori della fisica teorica, tra cui la meccanica quantistica e la relatività generale. Grazie al suo lavoro fu il primo a descrivere soluzioni che portano ai cunicoli spazio-temporali.